# 휴림로봇
휴림로봇 주식회사(영어: Hyulim Robot)는 1999년 2월 26일에 설립한 산업용 로봇 및 자동화 장비 개발, 생산, 판매, 서비스를 하는 코스닥 상장사다.

## 역사 및 현황
구 LG산전 로봇 사업부에서 근무하던 강석희 전대표가 IMF 시기, 창업하고 사업일체를 인수하였다.
2003년 품질과 신뢰성 향상을 위해 품질 보증팀내 시험실을 개설 하였다. 아울러 2005년 ISO 9001 품질경영시스템을 인증 빋았다. 이후에도 각종 CE 인증 KCs, SEMI, S mark 등 인증을 취득 했다.

## 논란
2022년도 재무제표에 대해 내부회계 관리제도에 대한 '비적정' 의견을 받아 투자주의 환기종목으로 지정된 바 있다.
2024년 전체 발행 주식 수의 50%에 달하는 신규 주식 발행에 나서면서 주주가치 희석에 대한 불만이 있다.
2024년 금감원이 회사가 제출한 증권신고서가 중요 사항에 관해 거짓의 기재 등의 이유로, 투자자의 합리적인 투자 판단을 저해할 수 있는 경우 등에 해당된다고 판단하여 정정신고서 제출을 요구하였다.

## 같이 보기
- 휴림네트웍스
- 휴림에이텍